# 伊爾什基
49°49′58″N 27°23′3″E / 49.83278°N 27.38417°E
伊爾希基（烏克蘭語：Іршики）是位於烏克蘭西部的村莊，由赫梅利尼茨基州裡赫梅利尼茨基區的舊康斯坦丁尼夫市鎮負責管轄。該村始建於1601年，面積1.99平方公里，海拔高度275米，2001年人口600，人口密度每平方公里302人。